# Уиллмен, Томас Линдсей
То́мас Ли́ндсей Уи́ллмен (англ. Thomas Lindsay Willman; 1784, Лондон — 28 ноября 1840, там же) — британский кларнетист и бассетгорнист немецкого происхождения.
Родился в семье Джона Уиллмена, военного музыканта, переехавшего в Англию из Германии во второй половине XVIII века. Игре на кларнете учился у инспектора духовых оркестров Кристофера Или. С 1805 года работал в оркестре одного из дублинских театров, а также выступал с концертами в разных городах Ирландии. В 1816 перебрался в Англию, где занял место руководителя оркестра Колдстримской гвардии, которым дирижировал десять лет, и за это время поднял качество его исполнения на очень высокий уровень.
В 1817 Уиллмен был приглашён в Лондонское филармоническое общество на место первого кларнетиста. В течение многих лет он выступал также как солист, исполнив, в том числе, впервые в Англии Концерт для кларнета с оркестром Моцарта в 1838 году. Часто играя на кларнете и бассетгорне в ансамбле со своим шурином, флейтистом Чарльзом Николсоном и контрабасистом Доменико Драгонетти, Уиллмен пользовался большим успехом. Его репертуар был очень разнообразен и включал как «серьёзные» произведения, например, Квинтет Моцарта, так и популярные мелодии в переложении для кларнета.
Особый интерес публики вызывали совместные концерты Уиллмена с ведущими оперными певицами того времени, среди которых были Мария Малибран, Генриетта Зонтаг, Анджелика Каталани и другие.
Уиллмен — автор Школы игры на кларнете, выпущенной в печать в 1826 году.